# Cmentarz ewangelicki w Karwieńskich Błotach Pierwszych
Cmentarz ewangelicki w Karwieńskich Błotach Pierwszych – dawny cmentarz ewangelicki, założony w XVII wieku. Zachowały się ruiny grobowca oraz kilka nagrobków.
24 kwietnia 1990 cmentarz został wpisany do rejestru zabytków.

## Opis
Nieprzydatne nadmorskie bagna leżące na południowy zachód od Karwi postanowił zagospodarować starosta pucki Jan Jakub Wejher, sprowadzając w tym celu w 1599 osadników olęderskich (głównie mennonitów). Osadnicy zmeliorowali teren i założyli wieś Karwieńskie Błota zachowując odrębny język, kulturę i wyznanie. W XIX wieku w wyniku germanizacyjnej polityki Prus ulegli znacznemu zniemczeniu. Cmentarz powstał w połowie XIX wieku. Po drugiej wojnie światowej większość zniemczonych Olędrów przesiedlono do Niemiec.
Cmentarz założony został na planie prostokąta i otoczony głogowym żywopłotem. Zachowały się znajdujące się w jego we wschodniej części ruiny murowanego z cegły grobowca z drugiej połowy XIX wieku oraz szczątki nagrobków, z których najstarszy nosi datę 1848. Cmentarz użytkowany był jeszcze w latach 1940.
Cmentarz znajduje się na zachód od zabudowy wsi wśród nieużytkowanych zarastających drzewami pól.

## Galeria

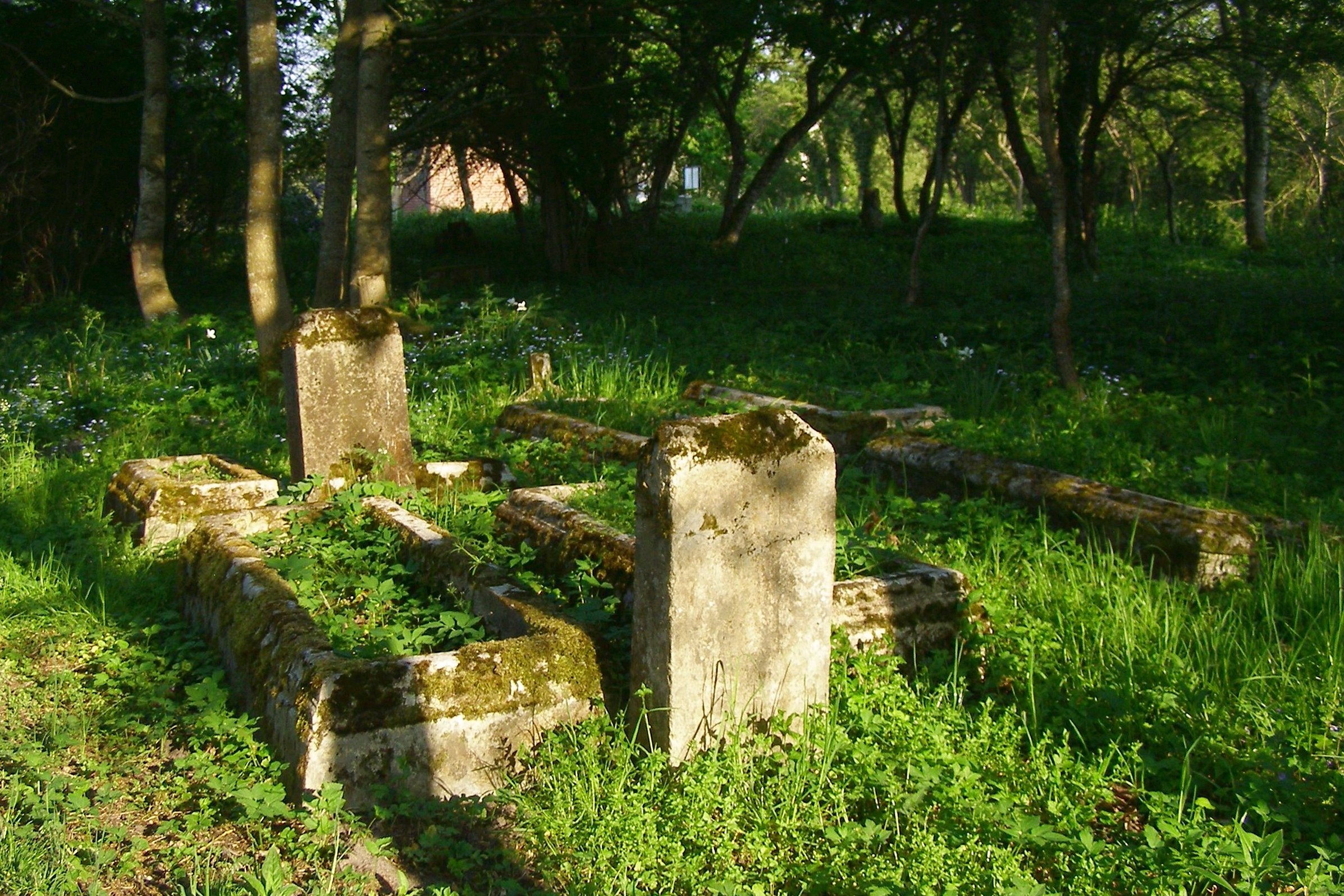
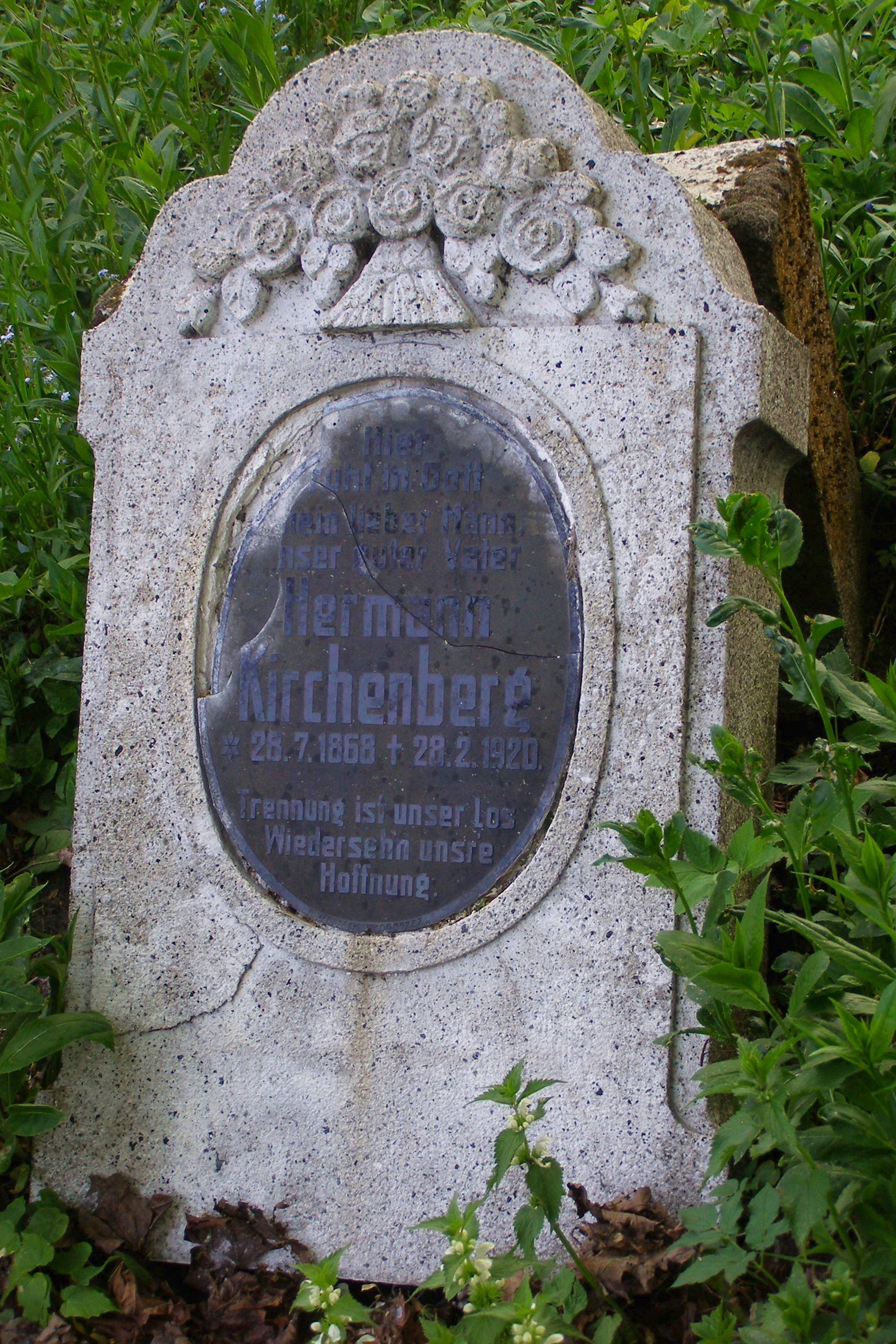
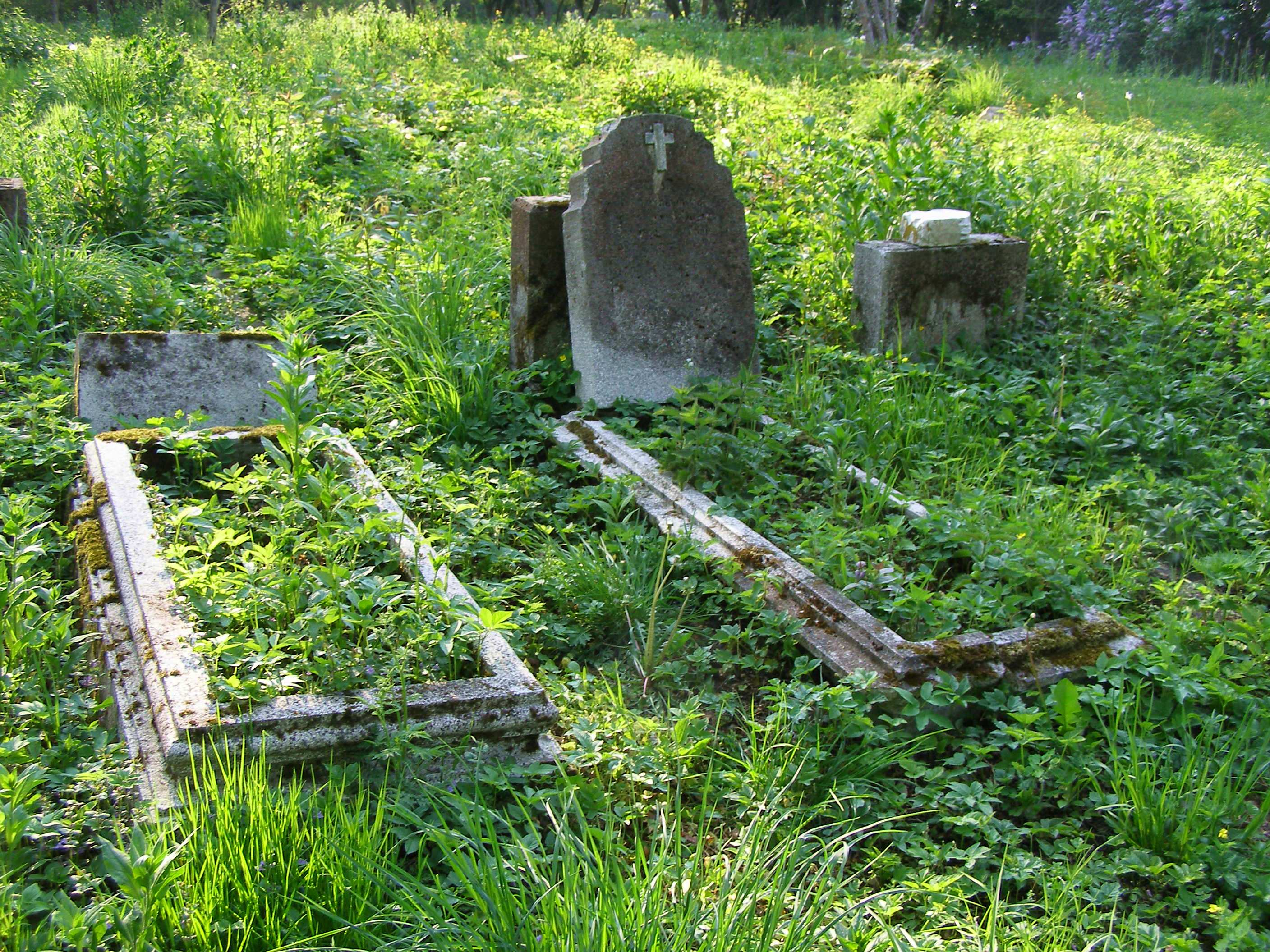
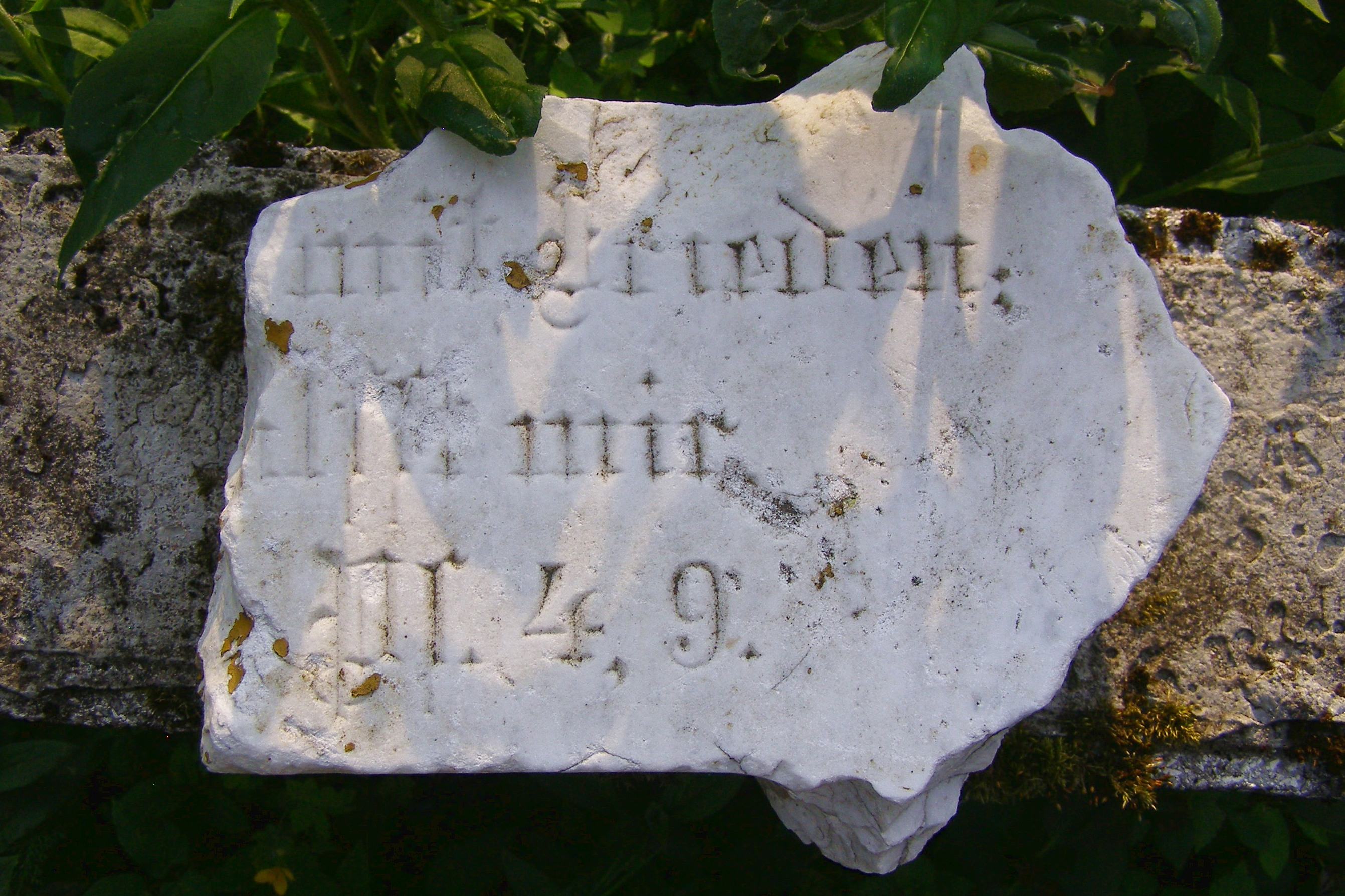
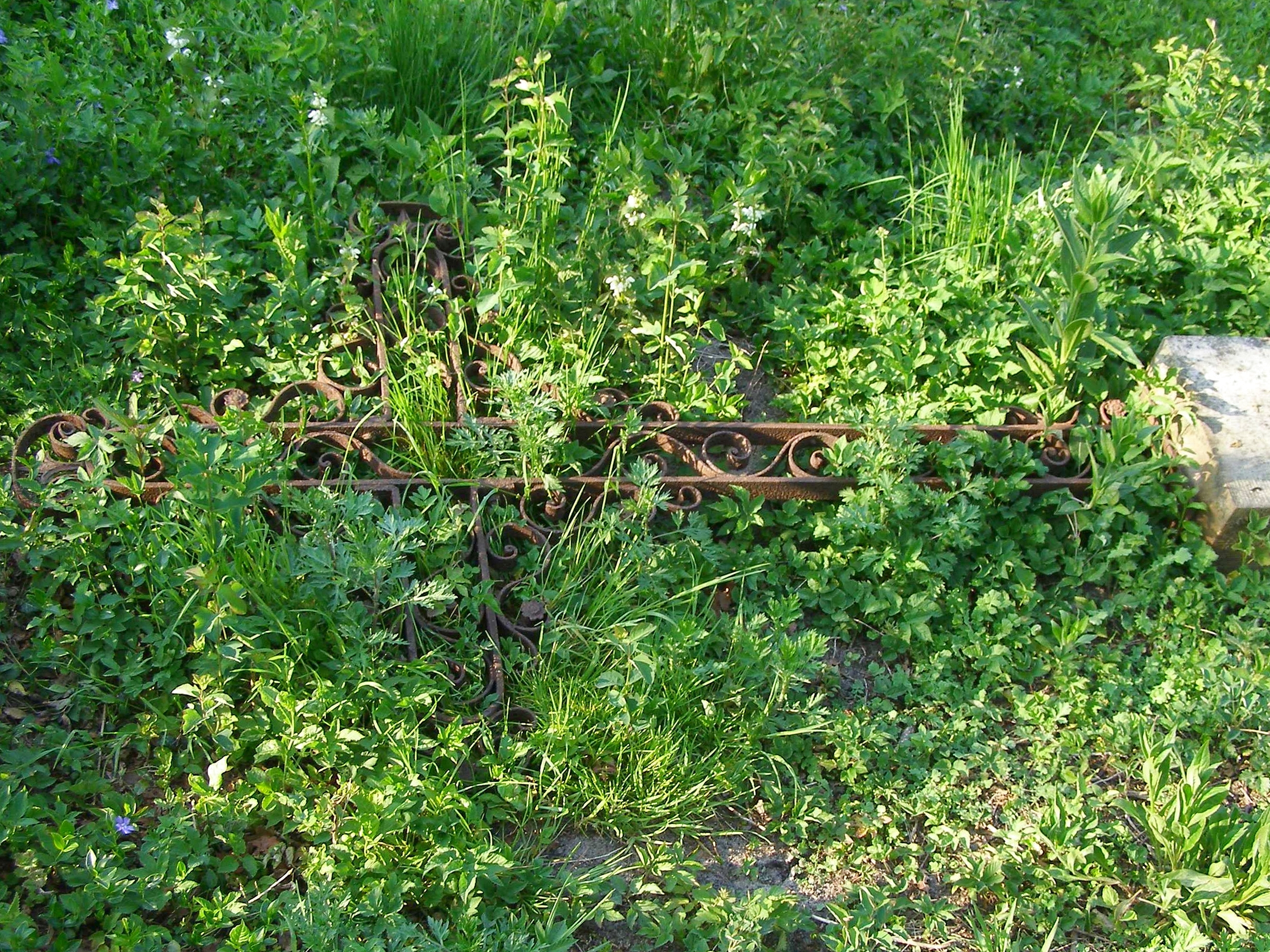
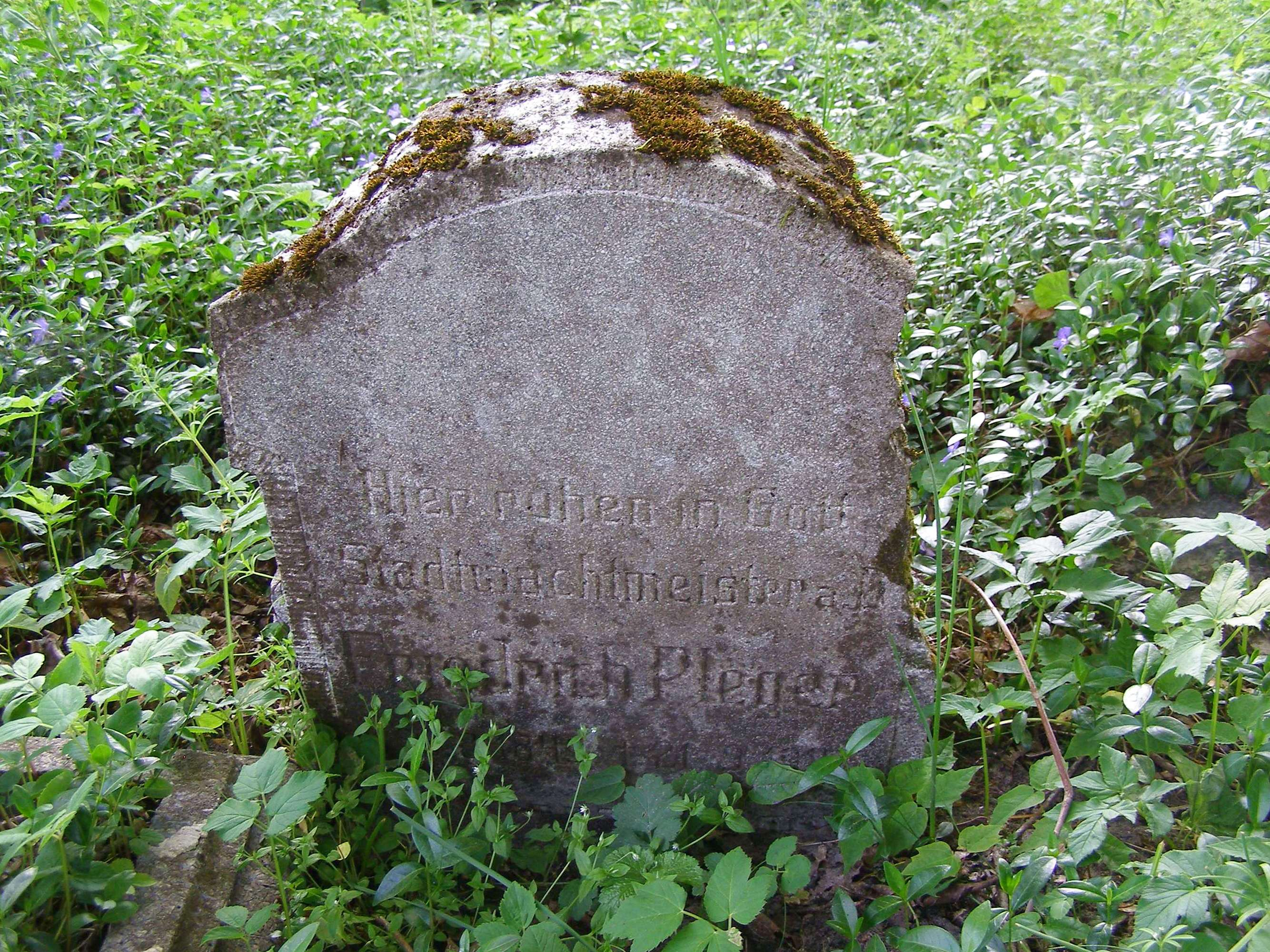

Zdjęcia z 2016: